# WDBJ

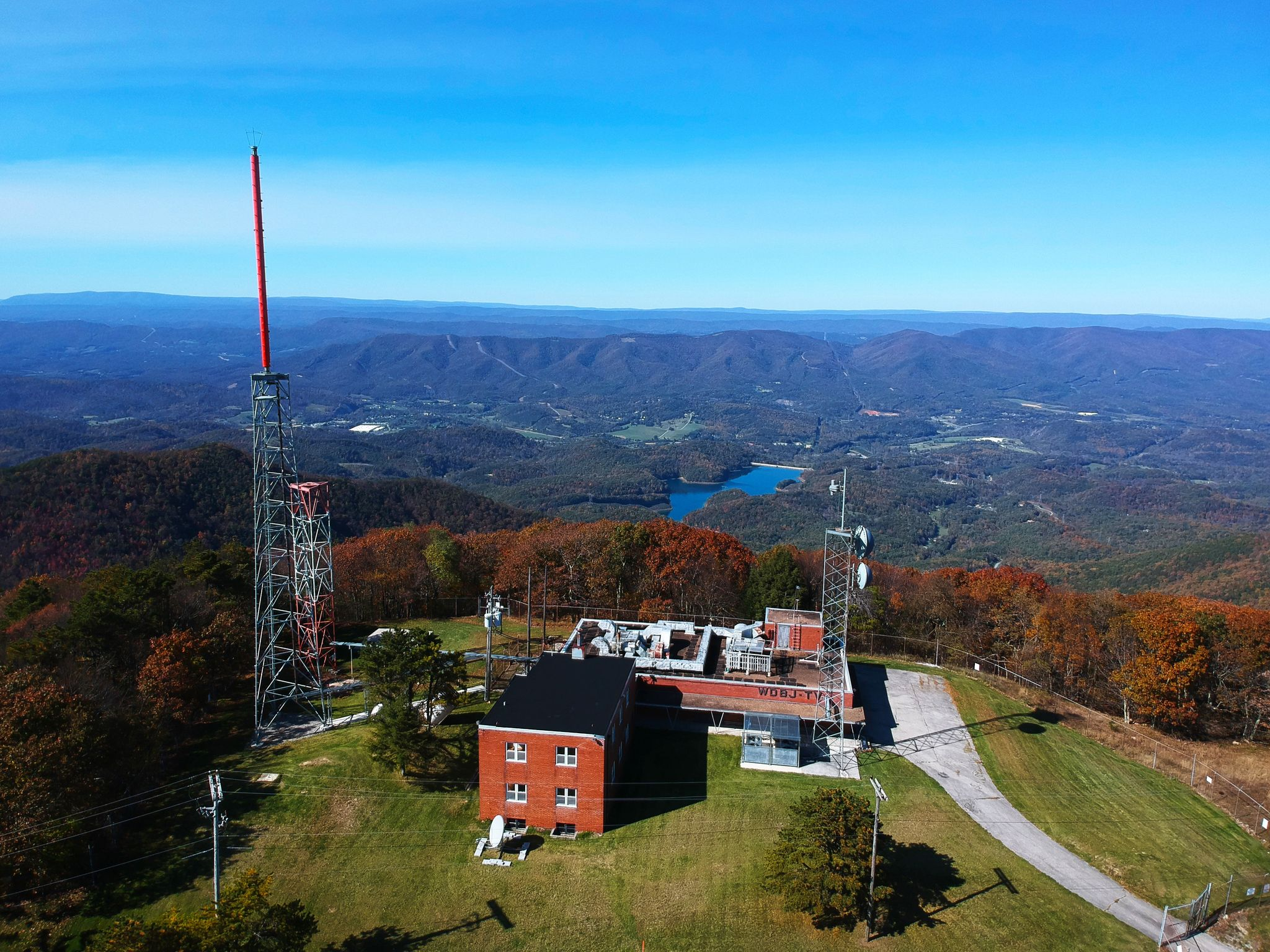
Central de WDBJ en Virginia, EEUU.

WDBJ, canal virtual 7, es la estación televisiva afiliada a CBS que sirve el mercado televisivo de Roanoke/Lynchburg, Estados Unidos. Propiedad de Schurz Communications de South Bend, Indiana, transmite su señal digital en el canal 18 UHF. Sus estudios están localizados en la carretera Hershberger (SR 101) en el noroeste de Roanoke, con su transmisor localizado en la montaña Poor, cercana a Roanoke.

## Televisión digital

### Canales digitales
La señal digital de la estación es multiplexa:
| Canal | Vídeo | Aspecto | PSIP Nombre corto | Programando                          |
| ----- | ----- | ------- | ----------------- | ------------------------------------ |
| 7.1   | 1080i | 16:9    | WDBJ              | Principal programación de WDBJ / CBS |
| 7.2   | 480i  | 4:3     | MI19              | "My19" / MyNetwork TV                |
| 7.3   | 480i  | 16:9    | Decades           | Decades                              |

### Conversión analógica a digital
WDBJ descontinuó su programación regular en su señal analógica, en el canal 7 VHF, el 12 de junio de 2009, fecha oficial en que las estaciones televisivas de los Estados Unidos hicieron la transición de las señales analógicas a digitales por mandato federal. La señal digital de la estación quedó en su canal pre-transición 18 UHF, utilizando PSIP para mostrar el canal virtual de la estación como su anterior canal analógico 7 VHF.

## Asesinato de Alison Parker y Adam Ward
El 26 de agosto de 2015, dos empleados de la estación, el camarógrafo Adam Ward y la periodista Alison Parker, fueron asesinados durante una transmisión en vivo en Moneta, Virginia.